# Betty Abah
Betty Abah (sinh ngày 6 tháng 3 năm 1974) là một nhà báo, tác giả và một nhà hoạt động vì quyền phụ nữ và trẻ em người Nigerian. Cô là người sáng lập và Giám đốc điều hành của CEE HOPE, một tổ chức phi lợi nhuận vì quyền và phát triển trẻ em gái, có trụ sở tại bang Lagos.

## Cuộc sống
Betty sinh ra ở Otukpo, bang Benue, thuộc vành đai trung lưu của Nigeria. Cô lấy tấm bằng đầu tiên từ Đại học Calabar về tiếng Anh và nghiên cứu văn học và bằng thạc sĩ Văn học Anh tại Đại học Lagos.

## Sự nghiệp
Công việc đầu tiên của Betty tại Báo The Voice Newspaper ở Makurdi, Bang Benue, và sau đó là Tạp chí Newswatch và Tell, trước khi cô tiếp tục làm việc với Rocky Mountain News với tư cách là thành viên của Alfred Friendly Press Fellowships. Là một nhà báo, cô đã có kinh nghiệm với Báo The Voice Newspaper, Newswatch, Tạp chí Tell và cô cũng có một quãng thời gian làm việc ngắn với Rocky Mountain News ở Denver, Colorado, Hoa Kỳ. Cô là tác giả của Sound of Broken Chains, Go Tell Our King và Mother of Multitudes. Betty cũng tham gian Hành động vì quyền môi trường; Những người bạn của Trái đất Nigeria trước khi thành lập CEE-HOPE vào tháng 12 năm 2013.

## Hoạt động
Abah cũng tham gia vào một số hoạt động bảo vệ quyền nhân quyền. Như chiến dịch giải cứu các cô gái Chibok bị bắt cóc bởi nhóm khủng bố Boko Haram miền Đông Bắc Nigeria, các chiến dịch vì quyền lợi môi trường của phụ nữ đồng bằng Nigeria, vụ tra tấn liên quan đến ba phụ nữ ở Ejigbo, Lagos bởi các thành viên của nhóm canh phòng, trường hợp bắt cóc Ese Oruru, và một số trường hợp khác.